# André Pourny
André Pourny (30 de novembro de 1928 – 10 de junho de 2018) foi um político francês.

## Carreira
Ele representou Saone-et-Loire, no Senado, de 1986 a 2004, e foi um membro dos Republicanos.
Morreu em 10 de junho de 2018, aos 90 anos.